# Salomon Kalou
Pour les articles homonymes, voir Kalou.
Salomon Armand Magloire Kalou, né le 5 août 1985 à Oumé (Côte d'Ivoire), est un footballeur international ivoirien qui évolue au poste d'attaquant.
Il est le frère cadet de Bonaventure Kalou, ancien joueur notamment passé par l'AJ Auxerre et le Paris Saint-Germain, et de Oscar Michel Kalou.
Président-fondateur de la Fondation Kalou, il a construit le premier centre décentralisé d'hémodialyse publique dans son pays en 2013. Sa fondation est l'une des plus actives de son pays surtout sur le front de l'insuffisance rénale chronique, ainsi que la protection de la petite enfance.

### Formation et Rotterdam

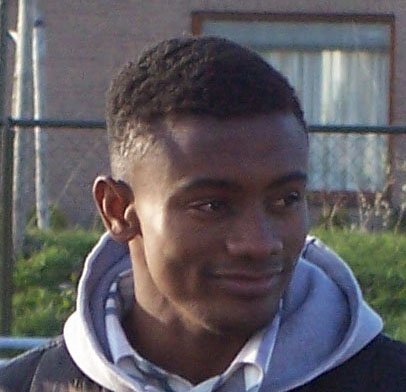
Kalou en 2003.

## Biographie

### Chelsea FC
Le 30 mai 2006, Salomon Kalou est transféré à Chelsea, pour un transfert estimé à environ 9 000 000 £.
José Mourinho, alors entraîneur des Blues, fait l'éloge du jeune attaquant ivoirien en le décrivant travailleur, polyvalent et désireux de s'améliorer. De son côté, Kalou admet être venu à sa première session d'entraînement muni d'un appareil photo, impressionné par le fait de s'entraîner avec de grands joueurs tels que Michael Ballack, John Terry ou encore Didier Drogba, capitaine de la sélection ivoirienne et icône en Côte d'Ivoire. Il est d'ailleurs rapidement pris sous l'aile de ce dernier.
En septembre 2006, Salomon Kalou marque son premier but avec Chelsea lors du match du troisième tour de la League Cup à Blackburn (0-2). Lors de sa première saison dans le club londonien, il marque neuf buts en 58 rencontres et s'impose rapidement au sein de l'effectif des Blues. Le 25 février 2007, il remporte son premier trophée après la victoire de Chelsea en League Cup aux dépens d'Arsenal (2-1). Trois mois plus tard, il entre en jeu au début des prolongations lors de la finale de la Coupe d'Angleterre face à Manchester United, remportée au bout du fil grâce à un but de Didier Drogba en toute fin de match. Lors de la saison 2007-2008, Kalou marque 11 buts en 48 apparitions toutes compétitions confondues et Chelsea s'incline en finale de la Ligue des champions face à Manchester United (1-1, 6-5 aux tirs au but).
Régulièrement aligné par José Mourinho puis Avram Grant, il est moins utilisé par Luiz Felipe Scolari, à la tête de Chelsea entre juillet 2008 et février 2009. Kalou est cependant relancé par Guus Hiddink, manager des Blues par intérim en fin de saison 2008-2009. La saison suivante, Carlo Ancelotti prend le relais sur le banc de Chelsea et le club remporte le championnat d'Angleterre, même si l'attaquant ivoirien joue en grande partie des bouts de matches. L'arrivée de Fernando Torres en février 2011 n'arrange pas les affaires de Kalou qui devient une seconde possibilité en attaque. Il marque toutefois 10 buts en 31 matches de Premier League, son plus grand nombre de buts en une saison en championnat.
En juin 2011, André Villas-Boas remplace Ancelotti et le manager portugais annonce clairement que Salomon Kalou ne fait pas partie de ses plans. Il débute souvent les rencontres sur le banc, n'entrant que rarement sur le terrain. Le 19 octobre, il marque son premier but de la saison lors de la phase de poule de la Ligue des champions face à Genk (5-0). À la suite du remplacement de Villas-Boas par Roberto Di Matteo début mars 2012, Kalou retrouve peu à peu du temps de jeu. Il est notamment titularisé lors de la demi-finale de la Coupe d'Angleterre face à Tottenham Hotspur (victoire 5-1) et durant la demi-finale aller de la Ligue des champions remportée aux dépens du FC Barcelone (1-0). Il est également titularisé le 5 mai 2012 lors de la finale de la Coupe d'Angleterre remportée aux dépens de Liverpool (2-1).
En fin de contrat et pas prolongé à Chelsea, Salomon Kalou est libéré le 1er juillet 2012 après six saisons passées sous le maillot des Blues durant lesquelles il marque 61 buts en 254 rencontres toutes compétitions confondues.

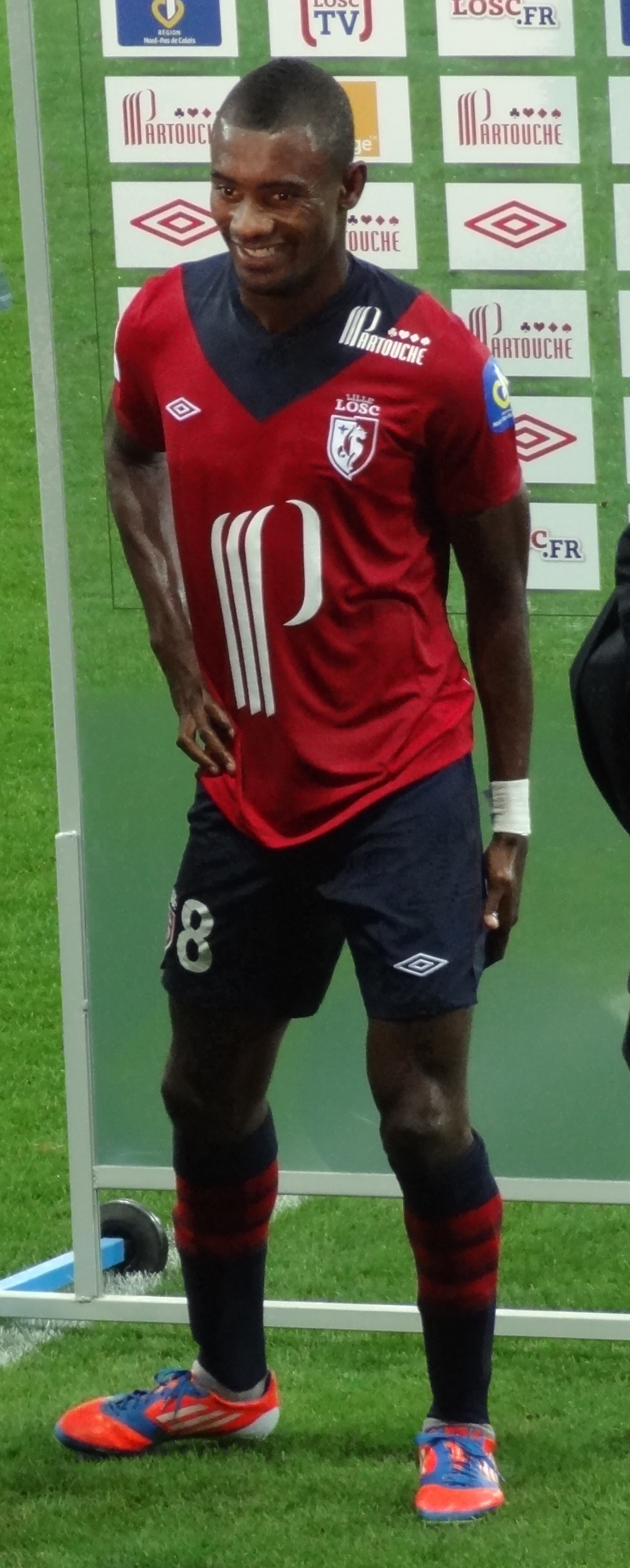
Salomon Kalou (LOSC)

### LOSC Lille
Le 7 juillet 2012, Salomon Kalou signe un contrat de quatre ans en faveur du Lille OSC.
Le 17 août suivant, il marque un but pour sa première apparition en match officiel lors de la rencontre comptant pour la deuxième journée de Ligue 1 face à l'AS Nancy-Lorraine. Le 7 novembre, il marque son seul but de la saison en Ligue des champions contre le Bayern Munich (défaite 6-1). Souvent absent au début de saison (blessures, Coupe d'Afrique des Nations), ses résultats ne sont pas ceux attendus par l’entraîneur Rudi Garcia. Il finit la première moitié de saison avec deux buts inscrits en championnat.
Mais son retour en janvier 2013 après l'élimination de la Côte d'Ivoire à la CAN permet de relancer le LOSC dans une période médiocre. Repositionné en pointe à la place de Nolan Roux, il devient un élément de qualité et prépondérant dans la remontée du club nordiste dans le classement. Le 7 avril 2013, il signe un doublé lors de la victoire face à Lorient. Sa fin de saison est exceptionnelle puisqu'au final l'attaquant termine avec 14 buts en championnat pour 28 matchs disputés dont 10 inscrits sur les dix dernières journées de championnat.
Le 16 mars 2013, lors de la défaite 2-1 contre Evian Thonon Gaillard pour le compte de la 29e journée, il se distingue de façon particulière : il ouvre d'abord le score de son cinquième but en championnat, il égalise ensuite en marquant contre son camp et expédie enfin un penalty derrière les buts, qu'il avait lui-même provoqué.

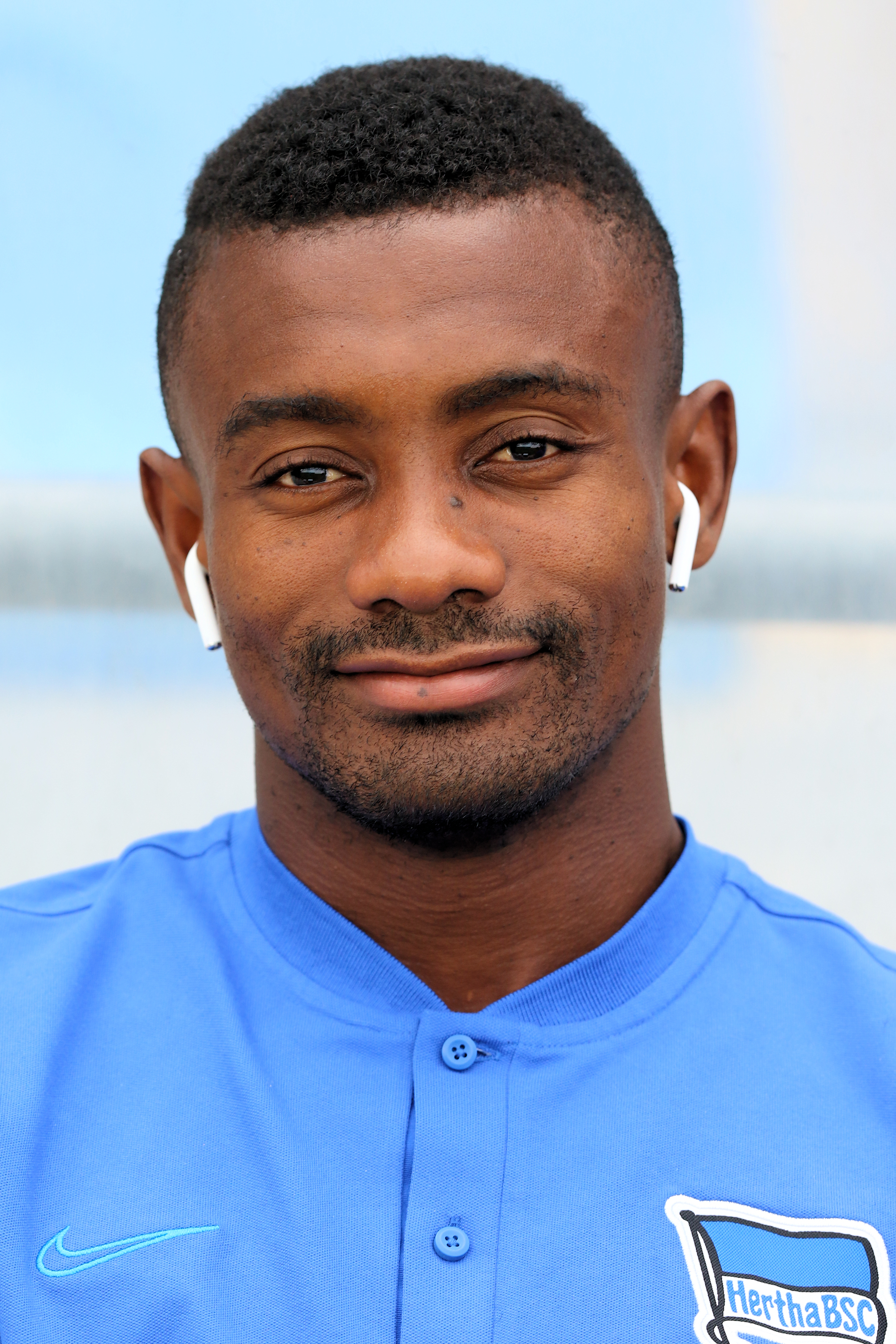
Hertha BSC vs. West Ham United 20190731 (044)

### Hertha Berlin
Le 31 août 2014, Salomon Kalou rejoint le Hertha Berlin et signe un contrat d'une durée de trois ans. Au terme de sa première saison, il est annoncé partant, n'ayant pas convaincu son entraineur, Pál Dárdai, avec ses 6 buts en 27 matchs de Bundesliga. Il débute pourtant la saison suivante comme titulaire. Le 6 novembre 2015, il inscrit un triplé en déplacement à Hanovre et, en 12 rencontres, il a alors déjà marqué plus de buts que sur la totalité de sa première saison.
Le 28 juin 2020, le Hertha Berlin annonce son départ à l'issue de la saison.

### Botafogo
Le 10 juillet 2020, Salomon Kalou s'engage avec Botafogo. Le 5 avril 2021, après huit mois et des performances peu convaincantes, le joueur est libéré par son club, relégué en deuxième division.

### Arta Solar 7
Il s'engage lors de l'été 2022 avec l'Arta Solar 7, club de Djibouti qui se veut ambitieux sur la scène africaine.

### En sélection nationale

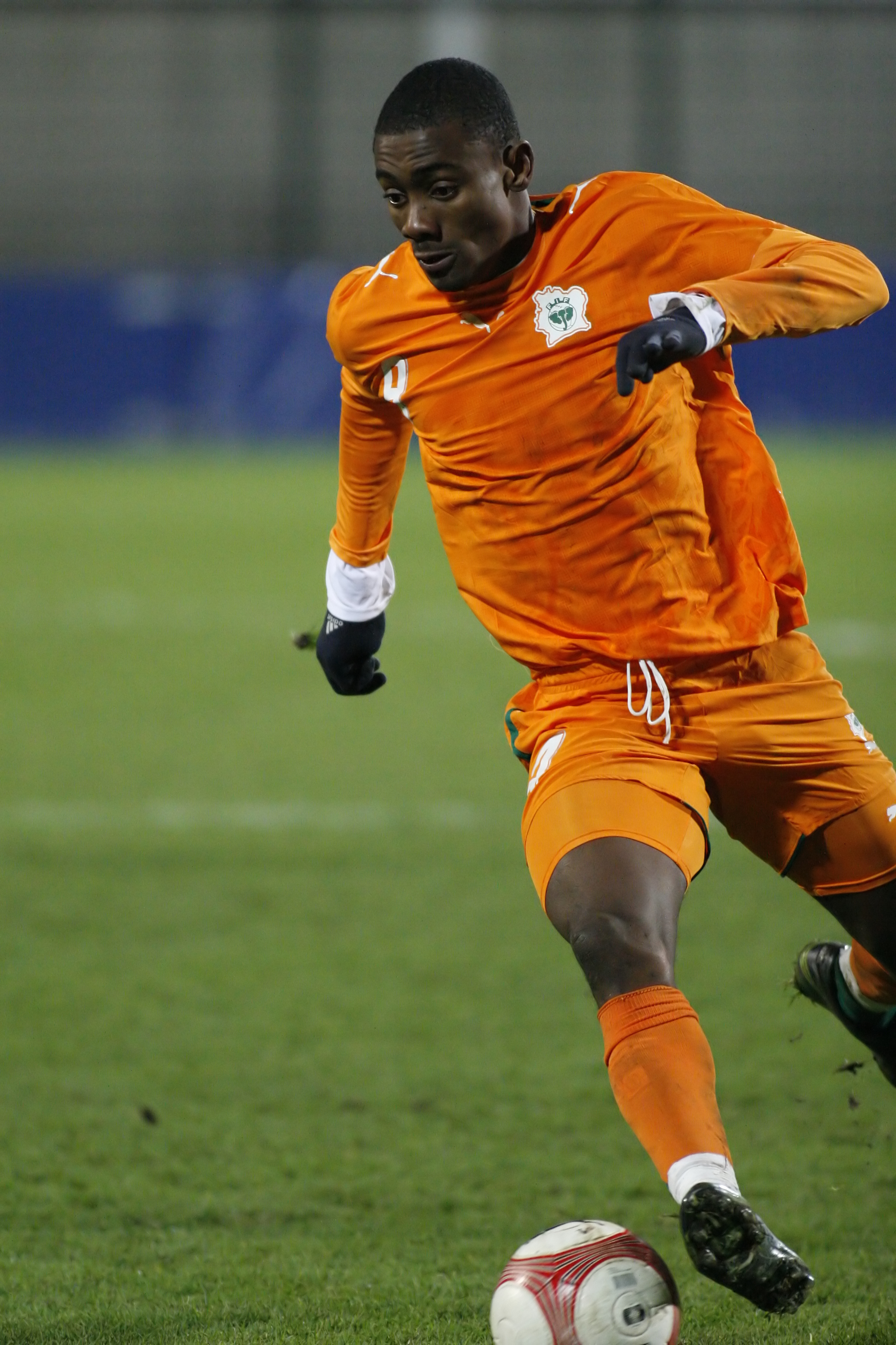
Kalou avec la Côte d'Ivoire en 2007.

Désireux d'intégrer la sélection nationale néerlandaise, Salomon Kalou demande la naturalisation au titre de la procédure accélérée aux autorités |néerlandaises, notamment soutenu par Marco van Basten. Cependant, le 18 mai 2005, la ministre néerlandaise Rita Verdonk lui refuse cette naturalisation au motif que Salomon Kalou ne remplit pas les critères permettant cette procédure. À la suite de ce refus, Salomon Kalou introduit en justice une plainte contre la décision de la ministre. Le 25 novembre 2005, la justice néerlandaise entame une procédure de jugement à la suite de cette plainte.
Lors de la Coupe du monde 2006, les Pays-Bas et la Côte d'Ivoire sont tirés dans le même groupe au premier tour. Si Kalou était devenu un citoyen néerlandais et tout en étant sélectionné par le sélectionneur néerlandais, il aurait pu jouer contre son pays natal, et éventuellement contre son frère Bonaventure Kalou. L'échec de Kalou pour acquérir la nationalité néerlandaise a été un facteur dans sa décision de quitter le Feyenoord pour Chelsea en 2006. Cette procédure l'empêche cependant de participer au Mondial allemand.
Kalou affirme ensuite qu'il désire finalement rejoindre la sélection ivoirienne. Il honore sa première sélection avec la Côte d'Ivoire le 6 février 2007 contre la Guinée et inscrit son premier but contre l'Île Maurice un mois et demi plus tard. 
Il prend part à la Coupe d'Afrique des nations 2008 qui voit les Éléphants finir quatrièmes du tournoi après sa défaite 4-2 contre le Ghana lors du match pour la troisième place. Durant le tournoi, il marque à trois reprises; d'abord durant le premier match face au Nigéria (victoire 1-0) puis lors de la large victoire contre la Guinée (5-0) en quarts de finale où il met un doublé.
En 2008, Salomon Kalou participe aux Jeux olympiques se déroulant à Pékin pour lesquels la Côte d'Ivoire est qualifiée pour la première fois de son histoire. Les Ivoiriens sont éliminés en quarts de finale par le Nigeria (2-0).
Deux ans plus tard, il participe à la Coupe d'Afrique des nations 2010 durant laquelle la Côte d'Ivoire est éliminée en quarts de finale par l'Algérie (2-3 après prolongations).

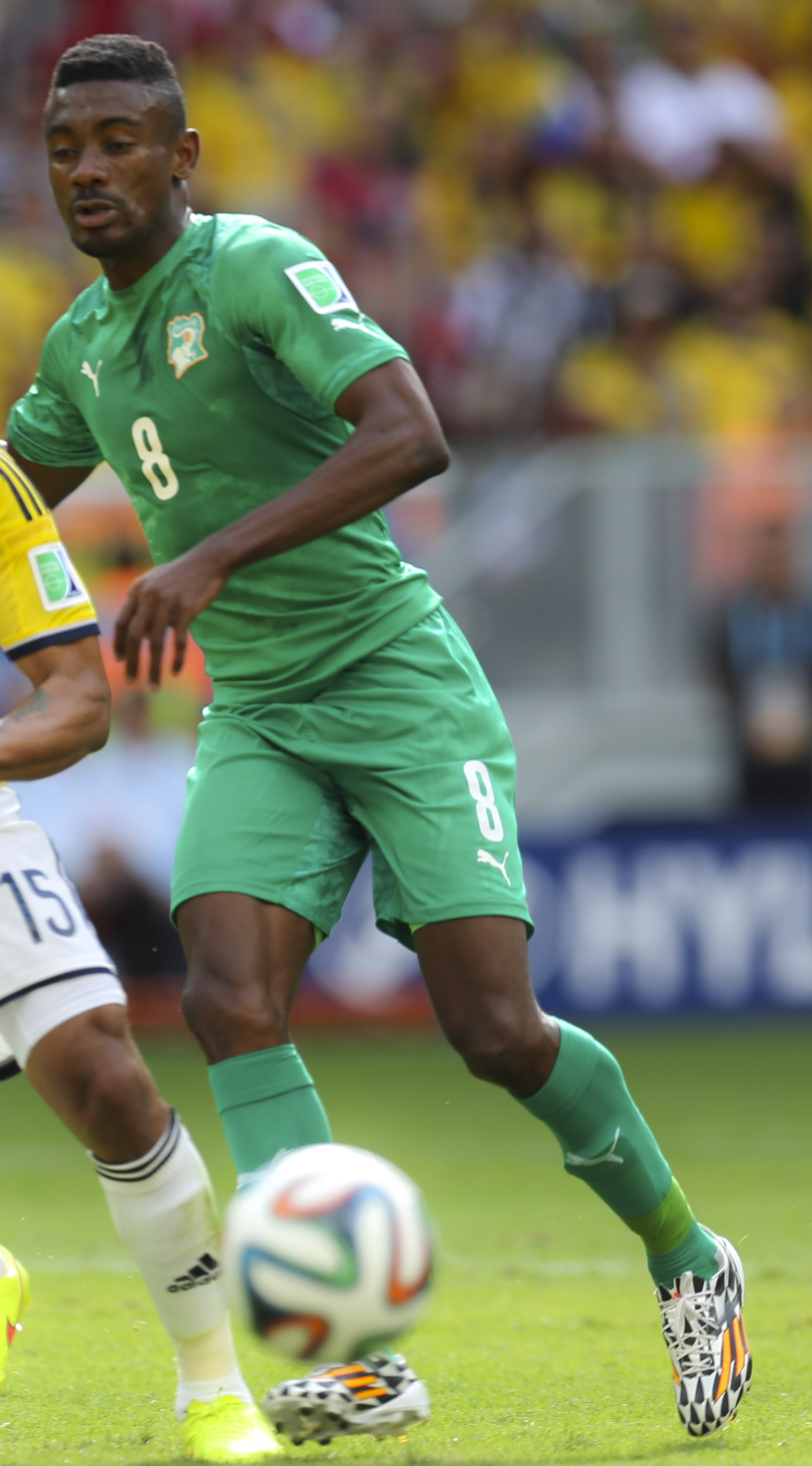
Salomon Kalou durant un match de la Coupe du monde 2014 avec les Éléphants.

En juin 2010, Salomon Kalou est titulaire lors des trois matches de la phase de poule de la Coupe du monde 2010. Il inscrit un but face à la Corée du Nord (3-0) mais les Éléphants sont éliminés dès le premier tour.
Pendant la CAN 2012, lors du premier match de poule face au Soudan, il est l'auteur de la passe décisive pour le but de Didier Drogba (victoire 1-0), puis à la rencontre suivante contre le Burkina Faso il ouvre le score manquant ainsi son 16e but en sélection. La Selefanto ira jusqu'en finale où elle s'inclinera aux Tirs au but face à la Zambie.
Pour les éliminatoires de la Coupe du monde 2014, il est l'un des plus gros atout offensif de l'équipe. En effet, Salomon Kalou marque cinq fois lors de ces éliminatoires. La Côte d'Ivoire est qualifiée pour la compétition, mais malheureusement lors du mondial au Brésil, Kalou ne trouve pas le chemin des filets et les éléphants déçoivent en se faisant éliminer dès le premier tour alors que son groupe paraissait abordable.
Aux éliminatoires de la CAN 2015, il marque quatre fois en faisant deux doublés. Le premier le 15 octobre 2014 face à la RDC (défaite 3-4) puis le second le 14 novembre 2014 contre le Sierra Leone (victoire 5-1). Les Éléphants parviennent à se qualifier pour la CAN 2015 et remportent la compétition aux tirs au but face au Ghana. Salomon Kalou et ses coéquipiers deviennent Champion d'Afrique, 23 ans après le dernier et seul sacre de la Côte d'Ivoire.
Le 26 mars 2015, la Selefanto joue un match amical contre l'Angola, Salomon Kalou y marque son 28e but avec la sélection.
À la CAN 2017, la Côte d'Ivoire ne parvient pas à défendre son titre. Étant dans le groupe de la mort, confronté au Togo, la RDC et le Maroc, les Éléphants sont éliminés dès le premier tour après deux nuls et une défaite. À l'occasion de cette dernière contre le Maroc (perdu 0-1) Salomon Kalou est malgré ça élu homme du match. Il profite de la remise de son prix pour annoncer sa retraite internationale. « J’ai fait une finale et j’en ai gagné une autre. Là, cela ne s’est pas bien passé. Il y a des jeunes comme (Franck) Kessié, (Wilfried) Zaha... Je pense qu’ils sont le futur du football ivoirien. Je leur souhaite bonne chance ».
Le 19 mai 2017 cependant, il décide de sortir de sa retraite internationale, convaincu par le nouveau sélectionneur de la Côte d'Ivoire, Marc Wilmots.

## Palmarès

### En club
- Chelsea FC
  - Vainqueur de la Ligue des champions en 2012
  - Champion d'Angleterre en 2010
  - Vainqueur de la Coupe d'Angleterre en 2007, 2009, 2010 et 2012
  - Vainqueur de la League Cup en 2007
  - Vainqueur du Community Shield en 2009
  - Finaliste de la Ligue des champions en 2008
  - Finaliste de la League Cup en 2008

### En sélection nationale
- Côte d'Ivoire
  - Vainqueur de la Coupe d'Afrique des nations en 2015
  - Finaliste de la Coupe d'Afrique des nations en 2012

### Distinctions personnelles
- Meilleur espoir du Championnat des Pays-Bas en 2005
- Meilleur espoir africain de l'année en 2008.
- Trophée du joueur du mois UNFP de Ligue 1 d'avril 2013[26]
- Trophée du joueur du mois UNFP de Ligue 1 de décembre 2013[26]

## Statistiques

### En club
Ce tableau présente les statistiques en carrière de Salomon Kalou.

| Saison                | Club                       | Championnat           | Championnat | Championnat | Championnat | Coupe nationale | Coupe nationale | Coupe nationale | Coupe de la Ligue | Coupe de la Ligue | Coupe de la Ligue | Supercoupe | Supercoupe | Supercoupe | Compétition(s) continentale(s) | Compétition(s) continentale(s) | Compétition(s) continentale(s) | Compétition(s) continentale(s) | Plays-off | Plays-off | Plays-off | Ligue régionale | Ligue régionale | Ligue régionale | Total | Total | Total |
| Saison                | Club                       | Division              | M.          | B.          | P.d.        | M.              | B.              | P.d.            | M.                | B.                | P.d.              | M.         | B.         | P.d.       | Comp.                          | M.                             | B.                             | P.d.                           | M.        | B.        | P.d.      | M.              | B.              | P.d.            | M.    | B.    | P.d.  |
| 2003-2004             | Feyenoord Rotterdam        | Eredivisie            | 2           | 0           | -           | -               | -               | -               | -                 | -                 | -                 | -          | -          | -          | -                              | -                              | -                              | -                              | -         | -         | -         | -               | -               | -               | 2     | 0     | 0     |
| 2003-2004             | Excelsior Rotterdam (prêt) | Eerste Divisie        | 11          | 4           | -           | -               | -               | -               | -                 | -                 | -                 | -          | -          | -          | -                              | -                              | -                              | -                              | 6         | 0         | -         | -               | -               | -               | 17    | 4     | 0     |
| 2004-2005             | Feyenoord Rotterdam        | Eredivisie            | 31          | 20          | 11          | 2               | 3               | -               | -                 | -                 | -                 | -          | -          | -          | C3                             | 7                              | 4                              | -                              | -         | -         | -         | -               | -               | -               | 40    | 27    | 11    |
| 2005-2006             | Feyenoord Rotterdam        | Eredivisie            | 34          | 15          | 8           | 2               | 0               | -               | -                 | -                 | -                 | -          | -          | -          | C3                             | 2                              | 0                              | -                              | 2         | 0         | -         | -               | -               | -               | 40    | 15    | 8     |
| Sous-total            | Sous-total                 | Sous-total            | 78          | 39          | 19          | 4               | 3               | -               | -                 | -                 | -                 | -          | -          | -          | -                              | 9                              | 4                              | -                              | 8         | 0         | -         | -               | -               | -               | 99    | 46    | 19    |
| 2006-2007             | Chelsea FC                 | Premier League        | 33          | 7           | 3           | 7               | 1               | 2               | 6                 | 1                 | 3                 | 1          | 0          | 0          | C1                             | 11                             | 0                              | 0                              | -         | -         | -         | -               | -               | -               | 58    | 9     | 8     |
| 2007-2008             | Chelsea FC                 | Premier League        | 30          | 7           | 9           | 3               | 1               | 1               | 4                 | 2                 | 0                 | -          | -          | -          | C1                             | 11                             | 1                              | 2                              | -         | -         | -         | -               | -               | -               | 48    | 11    | 12    |
| 2008-2009             | Chelsea FC                 | Premier League        | 27          | 6           | 4           | 6               | 2               | 3               | 2                 | 1                 | 2                 | -          | -          | -          | C1                             | 8                              | 1                              | 1                              | -         | -         | -         | -               | -               | -               | 43    | 10    | 10    |
| 2009-2010             | Chelsea FC                 | Premier League        | 23          | 5           | 3           | 4               | 1               | 0               | 3                 | 3                 | 1                 | 1          | 0          | 0          | C1                             | 6                              | 3                              | 0                              | -         | -         | -         | -               | -               | -               | 37    | 12    | 4     |
| 2010-2011             | Chelsea FC                 | Premier League        | 31          | 10          | 4           | 3               | 2               | 1               | 1                 | 0                 | 0                 | 1          | 1          | 0          | C1                             | 6                              | 0                              | 2                              | -         | -         | -         | -               | -               | -               | 42    | 13    | 7     |
| 2011-2012             | Chelsea FC                 | Premier League        | 12          | 1           | 2           | 5               | 1               | 1               | 2                 | 1                 | 0                 | -          | -          | -          | C1                             | 7                              | 2                              | 0                              | -         | -         | -         | -               | -               | -               | 26    | 5     | 3     |
| Sous-total            | Sous-total                 | Sous-total            | 156         | 36          | 25          | 28              | 8               | 8               | 18                | 8                 | 6                 | 3          | 1          | 0          | -                              | 49                             | 7                              | 5                              | -         | -         | -         | -               | -               | -               | 254   | 60    | 44    |
| 2012-2013             | LOSC Lille                 | Ligue 1               | 28          | 14          | 5           | 1               | 1               | 0               | 1                 | 0                 | 0                 | -          | -          | -          | C1                             | 7                              | 1                              | 1                              | -         | -         | -         | -               | -               | -               | 37    | 16    | 6     |
| 2013-2014             | LOSC Lille                 | Ligue 1               | 38          | 16          | 5           | 2               | 2               | 0               | -                 | -                 | -                 | -          | -          | -          | -                              | -                              | -                              | -                              | -         | -         | -         | -               | -               | -               | 40    | 18    | 5     |
| 2014-2015             | LOSC Lille                 | Ligue 1               | 1           | 0           | 0           | -               | -               | -               | -                 | -                 | -                 | -          | -          | -          | C1                             | 2                              | 0                              | 0                              | -         | -         | -         | -               | -               | -               | 3     | 0     | 0     |
| Sous-total            | Sous-total                 | Sous-total            | 67          | 30          | 10          | 3               | 3               | 0               | 1                 | 0                 | 0                 | -          | -          | -          | -                              | 9                              | 1                              | 1                              | -         | -         | -         | -               | -               | -               | 80    | 34    | 11    |
| 2014-2015             | Hertha Berlin              | Bundesliga            | 27          | 6           | 2           | 1               | 0               | 0               | -                 | -                 | -                 | -          | -          | -          | -                              | -                              | -                              | -                              | -         | -         | -         | -               | -               | -               | 28    | 6     | 2     |
| 2015-2016             | Hertha Berlin              | Bundesliga            | 32          | 14          | 2           | 5               | 3               | 0               | -                 | -                 | -                 | -          | -          | -          | -                              | -                              | -                              | -                              | -         | -         | -         | -               | -               | -               | 37    | 17    | 2     |
| 2016-2017             | Hertha Berlin              | Bundesliga            | 26          | 7           | 5           | 3               | 1               | 0               | -                 | -                 | -                 | -          | -          | -          | C3                             | 2                              | 0                              | 0                              | -         | -         | -         | -               | -               | -               | 31    | 8     | 5     |
| 2017-2018             | Hertha Berlin              | Bundesliga            | 31          | 12          | 3           | 2               | 0               | 0               | -                 | -                 | -                 | -          | -          | -          | C3                             | 3                              | 0                              | 0                              | -         | -         | -         | -               | -               | -               | 36    | 12    | 3     |
| 2018-2019             | Hertha Berlin              | Bundesliga            | 30          | 8           | 3           | 3               | 0               | 1               | -                 | -                 | -                 | -          | -          | -          | -                              | -                              | -                              | -                              | -         | -         | -         | -               | -               | -               | 33    | 8     | 4     |
| 2019-2020             | Hertha Berlin              | Bundesliga            | 5           | 1           | 0           | 2               | 1               | 0               | -                 | -                 | -                 | -          | -          | -          | -                              | -                              | -                              | -                              | -         | -         | -         | -               | -               | -               | 7     | 2     | 0     |
| Sous-total            | Sous-total                 | Sous-total            | 151         | 48          | 15          | 16              | 5               | 1               | -                 | -                 | -                 | -          | -          | -          | -                              | 5                              | 0                              | 0                              | -         | -         | -         | -               | -               | -               | 172   | 53    | 16    |
| 2020                  | Botafogo FR                | Série A               | 25          | 1           | 0           | 2               | 0               | 0               | -                 | -                 | -                 | -          | -          | -          | -                              | -                              | -                              | -                              | -         | -         | -         | -               | -               | -               | 27    | 1     | 0     |
| Total sur la carrière | Total sur la carrière      | Total sur la carrière | 477         | 154         | 70          | 52              | 19              | 9               | 19                | 8                 | 6                 | 3          | 1          | 0          | -                              | 72                             | 12                             | 6                              | 8         | 0         | 0         | 0               | 0               | 0               | 631   | 194   | 91    |

### Buts en sélection
| Buts en sélection de Salomon Kalou | Buts en sélection de Salomon Kalou | Buts en sélection de Salomon Kalou                    | Buts en sélection de Salomon Kalou | Buts en sélection de Salomon Kalou | Buts en sélection de Salomon Kalou | Buts en sélection de Salomon Kalou |
|                                    | Date                               | Lieu                                                  | Adversaire                         | Score                              | Résultat                           | Compétition                        |
| ---------------------------------- | ---------------------------------- | ----------------------------------------------------- | ---------------------------------- | ---------------------------------- | ---------------------------------- | ---------------------------------- |
| 1.                                 | 21 mars 2007                       | Stade Anjalay, Belle Vue (Île Maurice)                | Maurice                            | 0-1                                | 0-3                                | Match amical                       |
| 2.                                 | 3 juin 2007                        | Stade de Bouaké, Bouaké (Côte d'Ivoire)               | Madagascar                         | 1-0                                | 5-0                                | Qualifications CAN 2008            |
| 3.                                 | 21 novembre 2007                   | Doha (Qatar)                                          | Qatar                              | 0-5                                | 0-5                                | Match amical                       |
| 4.                                 | 12 janvier 2008                    | Kuwait National Stadium, Koweït (ville) (Koweït)      | Koweït                             | 0-1                                | 0-2                                | Match amical                       |
| 5.                                 | 21 janvier 2008                    | Essipong Sports Stadium, Sékondi (Ghana)              | Nigeria                            | 0-1                                | 0-1                                | CAN 2008                           |
| 6.                                 | 3 février 2008                     | Essipong Sports Stadium, Sékondi (Ghana)              | Guinée                             | 3-0                                | 5-0                                | CAN 2008                           |
| 7.                                 | 3 février 2008                     | Essipong Sports Stadium, Sékondi (Ghana)              | Guinée                             | 4-0                                | 5-0                                | CAN 2008                           |
| 8.                                 | 11 octobre 2008                    | Stade Robert-Champroux, Abidjan (Côte d'Ivoire)       | Madagascar                         | 3-0                                | 3-0                                | Éliminatoires Coupe du monde 2010  |
| 9.                                 | 29 mars 2009                       | Stade Félix Houphouët-Boigny, Abidjan (Côte d'Ivoire) | Malawi                             | 4-0                                | 5-0                                | Qualifications Coupe du monde 2010 |
| 10.                                | 24 janvier 2010                    | Stade National de Chiazi, Cabinda (Angola)            | Algérie                            | 1-0                                | 2-3                                | CAN 2010                           |
| 11.                                | 25 juin 2010                       | Stade Mbombela, Nelspruit (Afrique du Sud)            | Corée du Nord                      | 0-3                                | 0-3                                | Coupe du monde 2010                |
| 12.                                | 4 septembre 2010                   | Stade Félix Houphouët-Boigny, Abidjan (Côte d'Ivoire) | Rwanda                             | 2-0                                | 3-0                                | Qualifications CAN 2012            |
| 13.                                | 3 septembre 2011                   | Stade Amahoro, Kigali (Rwanda)                        | Rwanda                             | 0-1                                | 0-5                                | Qualifications CAN 2012            |
| 14.                                | 13 janvier 2012                    | Stade Cheikh Zayed, Abou Dhabi (Émirats arabes unis)  | Tunisie                            | 1-0                                | 2-0                                | Match amical                       |
| 15.                                | 16 janvier 2012                    | Stade Al-Nahyan, Abou Dhabi (Émirats arabes unis)     | Libye                              | 1-0                                | 1-0                                | Match amical                       |
| 16.                                | 26 janvier 2012                    | Nuevo Estadio de Malabo, Malabo (Guinée équatoriale)  | Burkina Faso                       | 1-0                                | 1-0                                | CAN 2012                           |
| 17.                                | 2 juin 2012                        | Stade Félix Houphouët-Boigny, Abidjan (Côte d'Ivoire) | Tanzanie                           | 1-0                                | 2-0                                | Éliminatoires Coupe du monde 2014  |
| 18.                                | 9 juin 2012                        | Stade de Marrakech, Marrakech (Maroc)                 | Maroc                              | 0-1                                | 2-2                                | Éliminatoires Coupe du monde 2014  |
| 19.                                | 8 septembre 2012                   | Stade Félix Houphouët-Boigny, Abidjan (Côte d'Ivoire) | Sénégal                            | 1-1                                | 4-2                                | Qualifications CAN 2013            |
| 20.                                | 20 mars 2013                       | Stade Félix Houphouët-Boigny, Abidjan (Côte d'Ivoire) | Gambie                             | 3-0                                | 3-0                                | Éliminatoires Coupe du monde 2014  |
| 21.                                | 12 octobre 2013                    | Stade Félix Houphouët-Boigny, Abidjan (Côte d'Ivoire) | Sénégal                            | 3-0                                | 3-1                                | Éliminatoires Coupe du monde 2014  |
| 22.                                | 16 novembre 2013                   | Stade Mohamed V, Casablanca (Maroc)                   | Sénégal                            | 1-1                                | 1-1                                | Éliminatoires Coupe du monde 2014  |
| 23.                                | 15 octobre 2014                    | Stade Félix Houphouët-Boigny, Abidjan (Côte d'Ivoire) | RD Congo                           | 2-3                                | 3-4                                | Qualification CAN 2015             |
| 24.                                | 15 octobre 2014                    | Stade Félix Houphouët-Boigny, Abidjan (Côte d'Ivoire) | RD Congo                           | 3-3                                | 3-4                                | Qualification CAN 2015             |
| 25.                                | 14 novembre 2014                   | Stade Félix Houphouët-Boigny, Abidjan (Côte d'Ivoire) | Sierra Leone                       | 1-2                                | 1-5                                | Qualification CAN 2015             |
| 26.                                | 14 novembre 2014                   | Stade Félix Houphouët-Boigny, Abidjan (Côte d'Ivoire) | Sierra Leone                       | 1-5                                | 1-5                                | Qualification CAN 2015             |
| 27.                                | 11 janvier 2015                    | Stade Cheikh Zayed, Abou Dhabi (Émirats arabes unis)  | Nigeria                            | 1-0                                | 1-0                                | Match amical                       |
| 28.                                | 26 mars 2015                       | Stade Félix Houphouët-Boigny, Abidjan (Côte d'Ivoire) | Angola                             | 2-0                                | 2-0                                | Match amical                       |

## Sponsors
Le joueur est l'un des ambassadeurs officiels de l'équipementier Adidas.